# Carta crespa

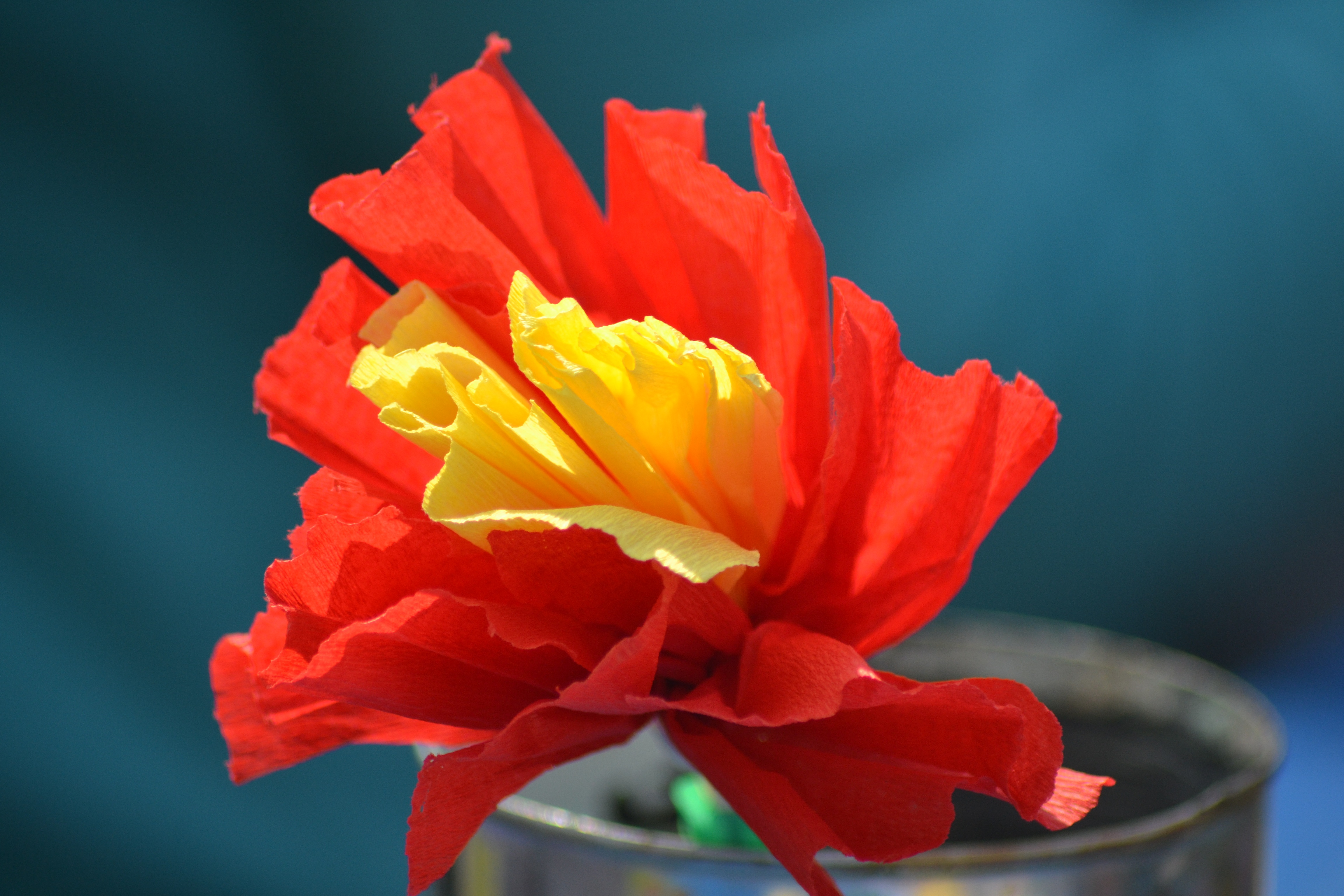
Fiore fatto di carta crespa

La carta crespa è un tipo di carta resa facilmente modellabile da un particolare trattamento di piegatura.
Molto spesso colorata, leggera e sottile, per le sue caratteristiche viene usata per fare lavori artistici e manuali.